# 中島吏英
中島 吏英（なかじま りえ、1976年 - ）は、ロンドンを拠点に活動するアーティストである。日用品とキネティックな仕掛けを組み合わせ、音楽と彫刻の融合を試みる作品で知られ、ヨーロッパを中心に世界各地で展示やパフォーマンスを発表する。
即興音楽シーンでの活躍も顕著であり、音と空間をテーマにした実験的イベント「Sculpture」の共同企画者デヴィッド・トゥープをはじめ、デヴィッド・カニンガム、チャールズ・ヘイワード、鈴木昭男、坂田明等の多くのミュージシャンと共演する。
山本景子とのデュオ・プロジェクト 「O YAMA O」を始め、サウンドアーティスト、ピエール・ベルテとの「Dead Plants & Living Objects」等のプロジェクトを持つ。

## 略歴
個展
- 2009年「Unwind 」Void+／東京
- 2010年「pun～q’ 」Quare／ロンドン
- 2010年「I Can Hear It」Soundfjord／ロンドン
- 2013年「Carpet」The Silence Between Paul Stalper Gallery／ロンドン
- 2014年「Fall」noshowspace／ロンドン
- 2014年「Fall」中島吏英 3331アーツ千代田／東京
- 2015年「Leave」Karin Weber Gallery／香港
- 2015年「おとになる」シューゴアーツウィークエンドギャラリー／東京
- 2016年 「Wind Touch」Le Bruit De La Musique リモージュ
- 2016年「Throw」Lydgalleriet／ベルゲン
- 2017年「Paging」Breakthrough Book Gallery／香港
- 2018年「Cyclic」Ikon Gallery／バーミンガム
- 2019年「Stepping」STUK／ルーヴェン
- 2020年「See - Saw」Labor Neunzehn／ベルリン

主なグループ展
- 2005年「The Golden Gilded Egg Box…」LOT／ブリストル
- 2007年「The Future Can Wait」 Atlantis Gallery／ロンドン
- 2009年「Zen and Konkret」クイロー
- 2014年「No Music Was Playing」Instants Chavirés／パリ
- 2014年「DYAD」Room Artspace／ロンドン
- 2016年「Bucharest Biennale」Bld Cantemir x Calea Șerban Vodă／ブカレスト
- 2016年「La collera della lumache」 Alta Val Pellice／トリノ
- 2018年「Minor Landscape」Galería de Arte Municipal de Valparaíso／バルパライソ
- 2019年「minor landscape」Kunstraum Kreuzberg:Bethanien／ベルリン
- 2019年「Big Orchestra」Schirn Kunsthalle／フランクフルト
- 2019年「Dead Plants & Living Objects」Vostell Marpartida Museum／マルパルティダ
- 2020年「Klangkünste - drei Positionen an den Rändern eines weiten Feldes」 Kunsthaus Wiesbaden／ヴィーズバーデン
- 2021年「Polyphony」Kunstsammlung Gera／Orangerie & Museum Für Angewandte Kunst／ゲラ